# Mechthild Czapek-Buschmann
Mechthild Czapek-Buschmann (* 17. April 1871 als Mechthild Buschmann in Köln; † 3. Oktober 1931 in Berlin) war eine deutsche Malerin und Grafikerin.

## Leben
Mechthild Buschmann, Schwester von Hedwig Buschmann, einer Konzertpianistin, Bildhauerin und Entwerferin von Reformkleidung, bildete sich durch privaten Unterricht zur Malerin aus, unter anderem bei Walter Petersen und Arthur Kampf in Düsseldorf. 1903 heiratete sie den österreichischen Maler und Kunsttheoretiker Rudolf Czapek, mit dem sie in München, Berlin, Deggendorf, Würzburg, Hamburg und später wieder in Berlin lebte. Unter anderem schuf sie Plakate und Exlibris. In den 1920er Jahren entwarf und fertigte sie farbige Mützen aus gehäkelter Wolle. 1931 schied sie durch Suizid aus dem Leben.